# Parc i Reserva Nacionals de les Portes de l'Àrtida
El Parc i Reserva Nacionals de les Portes de l'Àrtida (Gates of the Arctic National Park and Preserve) és un parc nacional nord-americà que protegeix parts de la serralada Brooks al nord d'Alaska. És el parc nacional més al nord dels Estats Units, situat totalment al nord del cercle polar àrtic. L'àrea del parc i la reserva és la segona més gran dels EUA amb 34.287 km², una mica més gran en àrea que Bèlgica. Protegeix la Serralada Brooks, una regió muntanyosa de 34.287 km² (gairebé de la mateixa mida que Suïssa).
Les Portes de l'Àrtida van ser designades inicialment com a monument nacional l'1 de desembre de 1978, abans de ser redesignades com a parc nacional i reserva després de l'aprovació de la Llei de conservació de terres d'interès nacional d'Alaska el 1980. Una gran part del parc té protecció addicional com les Portes del desert àrtic que cobreix 2.900.460 hectàrees. L'àrea salvatge contigua amb el desert de Noatak. Junts, formen el desert més gran dels Estats Units.

## Justificació
Segons el lloc web del Parc Nacional:
| « | El propòsit del Parc i Reserva Nacionals de les Portes de l'Àrtida és preservar el caràcter extens, salvatge i no desenvolupat i la integritat ambiental de la serralada central de Brooks d'Alaska i oferir oportunitats per a la recreació a la natura i els usos tradicionals de subsistència. | » |

## Activitats

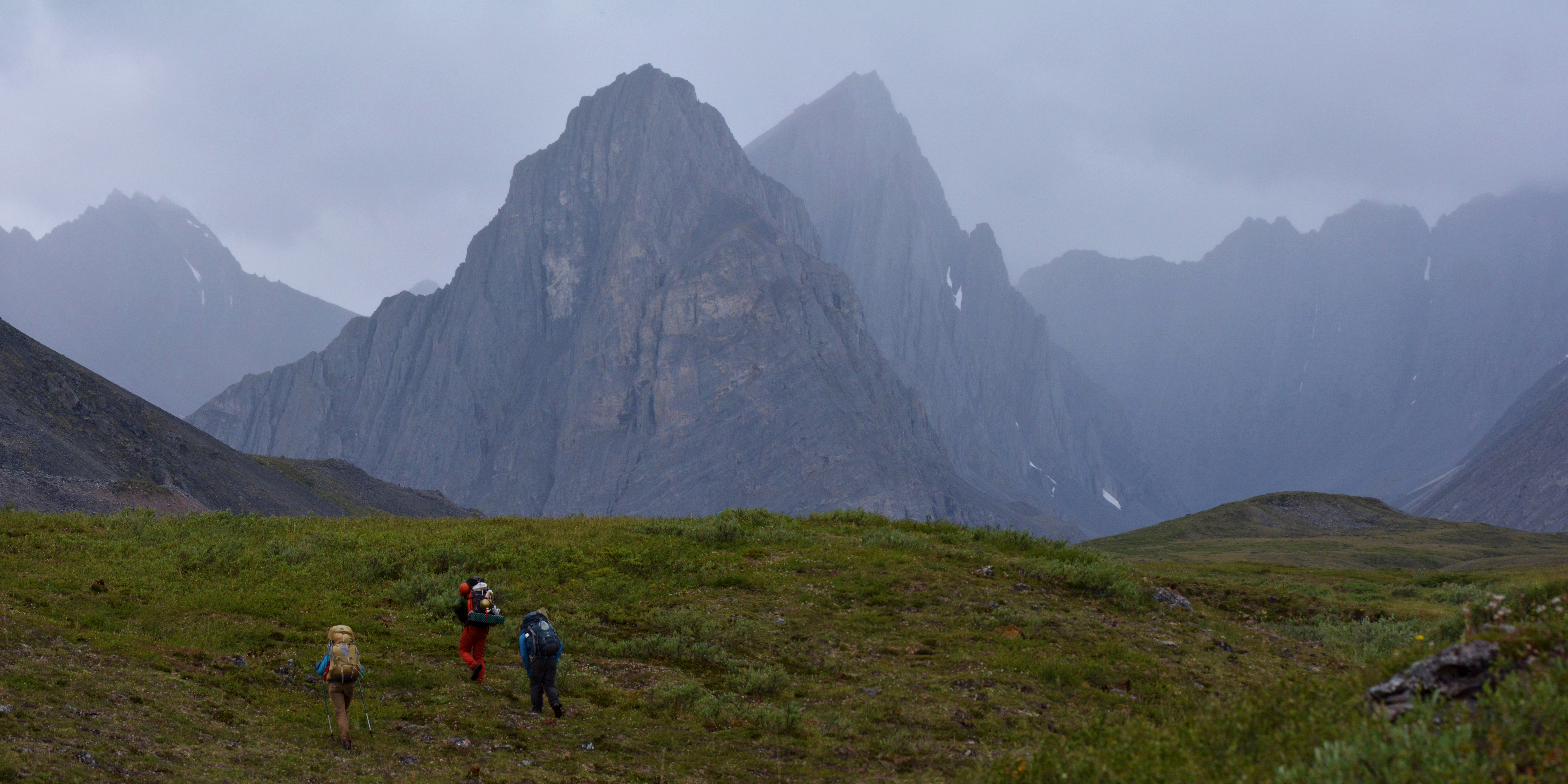
Senderistes al desguàs del riu Itkillik, un grup de cims sedimentaris inclinats a la serralada central de Brooks

No hi ha carreteres ni senders oficials. A causa de la seva llunyania i la manca d'infraestructures de suport, el parc és el parc nacional menys visitat dels Estats Units, i una de les zones menys visitades de tot el sistema de parcs nacionals dels Estats Units, que també inclou monuments nacionals, zones recreatives, reserves i llocs històrics. El 2021, el parc va rebre només 7.362 visitants recreatius, mentre que el Parc Nacional del Gran Canyó va rebre uns 4,5 milions de visitants (més de 600 vegades més) el mateix any.
L'acampada està permesa a tot el parc, però pot estar restringida per servituds.
La seu del parc és a Fairbanks. Les operacions del servei de parcs al parc es gestionen des de l'estació Bettles Ranger, al sud del parc.

## Geografia
La geografia del parc destaca pels cims de la Serralada Brooks i les valls en forma d'U cobertes d'una vegetació del tipus tundra. Entre la fauna s'hi troben els ants, els ossos grizzlies, els llops, els muflons de Dall, els ossos negres i els rens.
Entre els cims més importants del parc destaquen els cims Arrigetch i el mont Igikpak. També existeixen sis rius considerats rius salvatges i paisagístics nacionals:
- Riu Alatna, 134 km
- Riu John, 84 km
- Riu Kobuk 177 km
- La ramificació nord del riu Koyukuk (Koyukuk North Fork), 164 km
- Una secció del riu Noatak
- Riu Tinayguk, 71 km

Allò que és inusual en els parcs nacionals dels Estats Units és que aproximadament 1.500 persones resideixen en 10 comunitats petites en anomenades "zones de residents de subsistència" (resident subsistence zones) on sobreviuen dels recursos naturals que els proporciona el parc.
No s'han establert camins, senders, serveis pels visitants o llocs per acampar ni al parc ni a la reserva. Tanmateix, la carretera Dalton (Dalton Highway o la Ruta Estatal d'Alaska 11), passa a uns vuit quilòmetres de la frontera est del parc. El Servei de Parcs Nacionals manté obert un petit centre de visitants a la carretera, a prop de Coldfoot.

## Clima

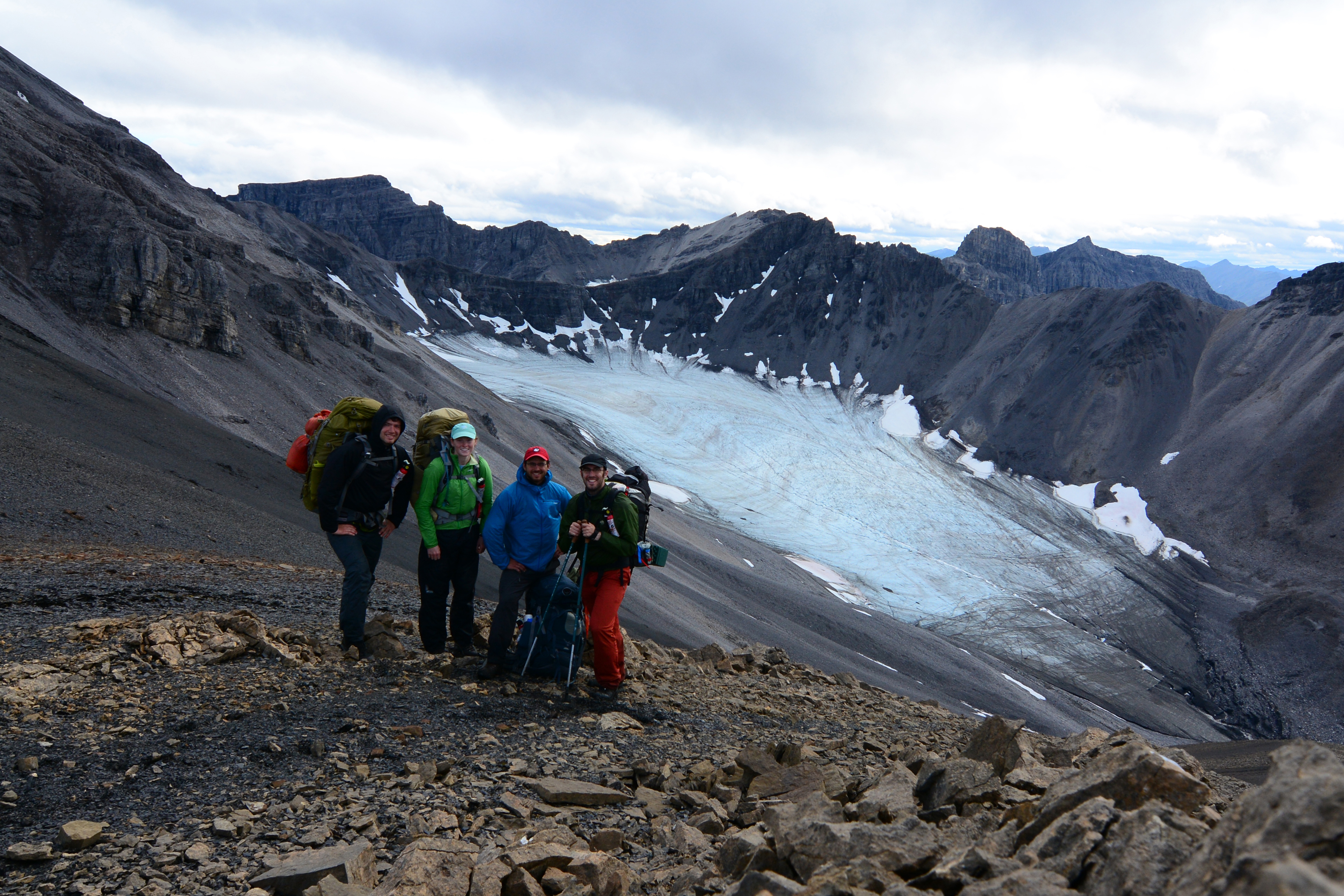
Grup d'excursionistes amb vistes a una glacera a les Portes del Parc Nacional i Reserva de l'Àrtida.

Segons el sistema de classificació climàtica de Köppen, aquest espai té un subàrtic amb estius frescos i un clima de pluja durant tot l'any. La zona climàtica de resistència és de 2b amb una temperatura mínima extrema mitjana anual de -41,4 graus centígrads. Els camps de neu i les glaceres perennes, que són crucials per a diversos ecosistemes del parc, estan disminuint a un ritme ràpid a causa de l'escalfament de les temperatures. Del 1985 al 2017, la superfície d'aquests camps de neu va disminuir en 13 km 2. Aquest escalfament de les temperatures també ha provocat el desglaç del permafrost que ha afectat directament l'estabilitat del sòl. A mesura que el permafrost es descongela, exposa el sòl nu als elements que condueixen a l'erosió i a les falles de talús.

## Geologia

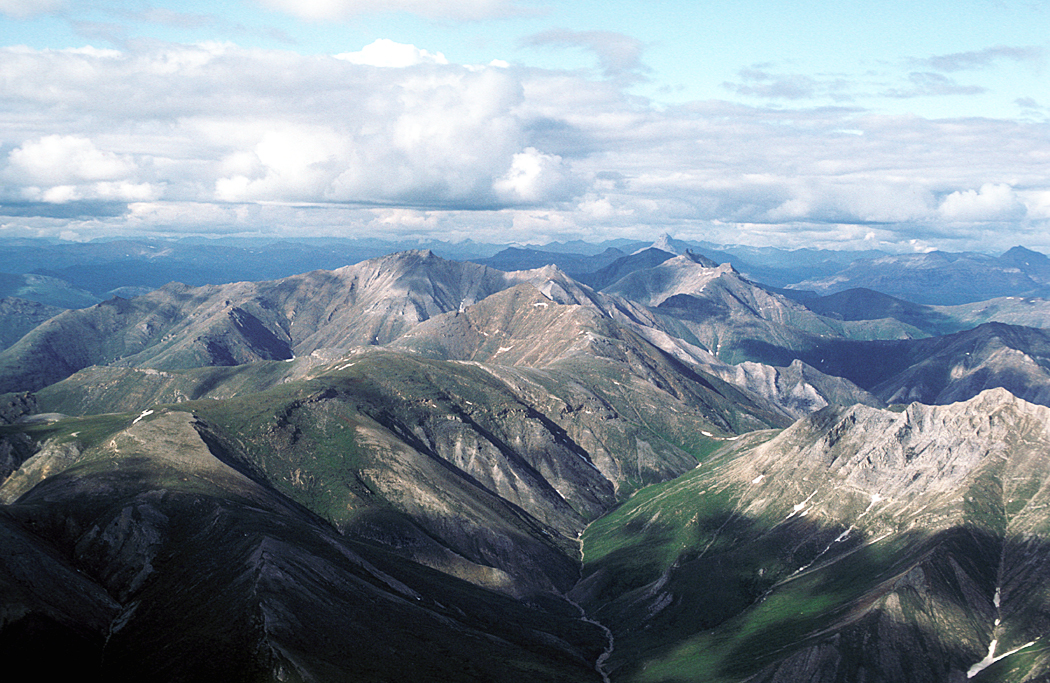
Vista aèria de les muntanyes a l'estiu

El parc inclou gran part de la serralada central i oriental de Brooks. S'estén cap a l'est fins a la bifurcació mitjana del riu Koyukuk, que és paral·lela a la Dalton Highway i al gasoducte Trans-Alaska. El parc es troba a cavall de la divisió continental, separant els drenatges dels oceans Pacífic i Àrtic. La secció més al nord del parc inclou petites porcions de la tundra dels contraforts àrtics. La serralada Brooks ocupa la secció central del parc, transcorre en una línia est-oest. Al sud de la serralada de Brooks, l'Ambler-Chandalar Ridge, amb valls i llacs associats, discorre d'est a oest. La part més al sud del parc inclou les terres baixes de Kobuk-Selawik, amb la capçalera del riu Kobuk. La serralada Brooks ha vist glaciacions repetides, amb la més recent anomenada glaciació Itkillik des de fa uns 24.000 anys fins aproximadament fa entre 1500 i 1200 anys.

## Ecologia

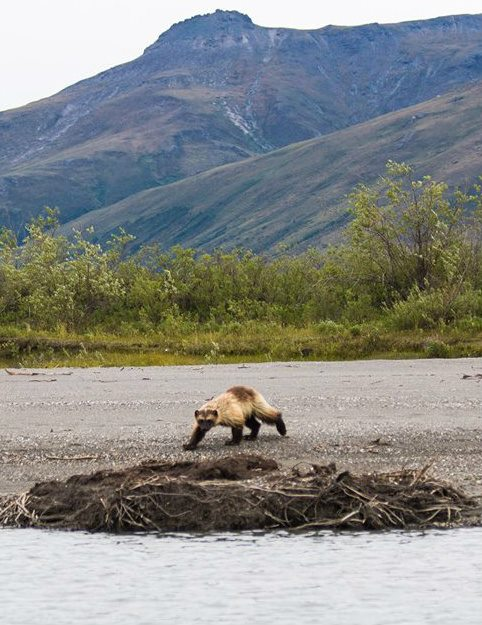
Wolverine a la riba del riu Noatak

El bosc boreal s'estén fins a uns 68 graus de latitud nord, caracteritzat per l'avet blanc i negre barrejat amb àlber. Al nord d'aquesta línia, que coincideix amb la columna vertebral de la serralada de Brooks, s'hi troba una terra freda i àrida que s'ha descrit com a "desert àrtic". Durant els llargs hiverns les temperatures poden arribar a -59 graus centígrads, però pot arribar a 32 graus centígrads en alguns moments de l'estiu. El parc es troba per sobre del cercle polar àrtic.
La fauna inclou óssos brus, óssos negres, bous mesquers⁣ alces, muflons de Dall, llops occidentals, goluts, coiots, talpons de la tundra, esquirols àrtics, lemmings, linxs canadencs, marmotes, porcs espins, llúdrigues de riu, guineus vermelles i espècies de guineus àrtiques, llebres americanes, piques de collar, rates mesqueres, xatracs àrtics, pigargs americans, àguiles daurades, falcons pelegrins, àguiles peixateres, ducs americans i mussols esparverencs. Més de mig milió de caribús, inclosos els ramats de l'Àrtida central, l'Àrtida occidental, Teshekpuk i Porcupine, migren per la serralada central de Brooks dos cops l'any, viatjant al nord a l'estiu i al sud a l'hivern. El caribú és important com a font d'aliment per als pobles nadius. Tanmateix, la disminució de la mida dels camps de neu perennes dins del parc pot disminuir la mida d'aquesta població de caribú. El parc és el límit de la serralada més al nord per a les ovelles de Dall. Uns 132 óssos brus resideixen al parc i la preservació, segons una densitat d'aproximadament un ós per cada 260 km quadrats.

## Història
El nom de la zona es remunta a l'any 1929. Un activista a favor de les zones salvatges, Bob Marshall, en explorar la ramificació nord del riu Koyukuk es va trobar dues grans muntanyes, els penya-segats Frigid (Frigid Crags) i la muntanya Boreal, una a cada costat del riu. Les va batejar les "Portes de l'Àrtida" (Gates of the Arctic).
La zona va ser protegida primer mitjançant una declaració l'1 de desembre de 1978 com a monument nacional dels Estats Units. Va formar una de les 15 àrees naturals a Alaska que Jimmy Carter, fent ús de la Llei d'Antiguitats, va declarar com a monuments nacionals després que el Congrés dels Estats Units hagués ajornat una transferència proposada originalment el 1968 de terres federals a Alaska al Servei de Parcs Nacionals que va despertar una forta oposició del govern d'aquest estat. El Congrés llavors va aprovar el 1980 la Llei de Conservació de Terres d'Interès Nacional d'Alaska (Alaska National Interest Lands Conservation Act o ANILCA), que convertia la majoria d'aquells monuments nacionals en parcs nacionals o reserves nacional, però també va limitar l'ús en el futur de la Llei d'Antiguitats a Alaska.

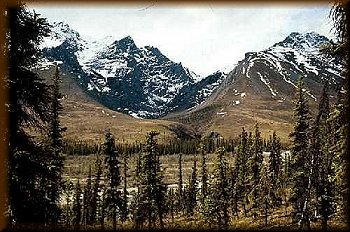
Parc i Reserva Nacionals de les Portes de l'Àrtida

Una gran part de la zona, 29.322 km², també fou declarada el 1980 una àrea salvatge (wilderness area). Com que és una zona veïna a la Zona Salvatge de Noatak (Noatak Wilderness Area), això va crear la zona salvatge continua més gran dels Estats Units.